# 滋賀大学経済学部
滋賀大学経済学部（しがだいがくけいざいがくぶ、英語：Faculty of Economics）は、滋賀大学が設置する学部の一つである。
1922年（大正11年）に創立された彦根高等商業学校を前身とする学部で、2022年で創立100周年の伝統を持ち、5学科17講座からなるその規模は、日本の国立大学の中では最大級。

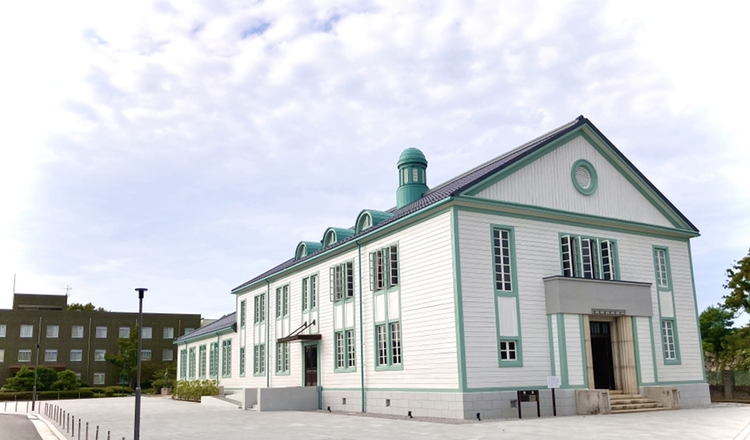
1937年5月7日に午後1時40分よりヘレン・ケラーによる記念講演会が開催された滋賀大学講堂（旧彦根高商講堂、国の登録有形文化財、2020年改修後）及び本部棟

## 概観
彦根藩の武家の教養と近江商人の精神を体現した「士魂商才」の伝統を受け継ぎ、広い教養と国際的視野を持つ経済人の養成に取り組んできた。国立大学経済学部において日本最大の規模と伝統を誇り、学生数1学年約450名、教員数約80名、2023年に改組するまで5学科（経済学科・ファイナンス学科・企業経営学科・会計情報学科・社会システム学科）17講座を擁していた。

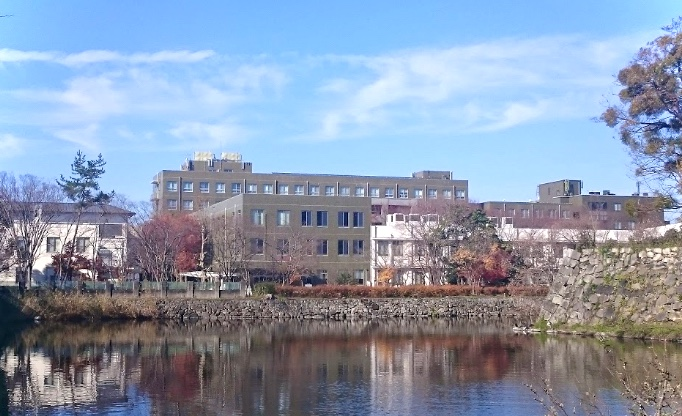
彦根城の石垣跡と滋賀大学経済学部

なお関連組織の大学院経済学研究科は、文系大学院で、日本で最初に、リスクを研究対象とした大学院としても知られ、博士前期課程に経済学専攻・経営学専攻・グローバル・ファイナンス専攻の3専攻、博士後期課程に経済経営リスク専攻を設置している（リスク研究センター併設）。2010年時点で、国立大学の中で、"大学院経済学研究科"という名称で博士後期課程を設置しているのは、合計10大学のみとなっている。

### 入試・研究
経済学部は全国の文系学部で唯一、前期日程より後期日程の募集人員を多く取っており、近隣の経済学部において後期日程の募集が少ないため、近畿・東海圏の経済学部後期日程におけるシェアは45%を超える。

### 活動・実績
SIFEの国内大会で二度優勝し、2010年に米国ロサンゼルスで開催された世界大会では日本代表として初めて準決勝に進出した。日経TEST学生団体対抗戦でも二連覇を達成。高等商業学校の面影を最も色濃く伝える一校として知られ、単独で新制大学に移行した小樽商科大学（「出世できる大学」全国5位）や同じく高等商業学校をその起源とする一橋大学（同2位）・神戸大学（同12位）・大阪市立大学（同26位）とともに、『週刊ダイヤモンド』や『週刊エコノミスト』で同9位の「真の実力」を持った大学として取り上げられている。

## 組織構成

### 総合経済学科
- 経済専攻
- 経営専攻
- 社会システム専攻

3年次進級時に専攻を選択するレイトスペシャライゼーション制を導入。

### グローバル・コース
2024年度から、グローバル・スペシャリストを養成するプログラム。

### データサイエンス・コース
データサイエンスに通じたビジネスパーソンを養成するプログラム。
滋賀大学では別に、データサイエンス学部をもつ。

## 沿革
（出典）
- 1949(昭和24)年 - 5月、国立学校設置法に基づき、旧制滋賀師範学校、滋賀青年師範学校及び彦根経済専門学校（1944年に彦根高等商業学校から改称）を母体として滋賀大学が発足。師範学校からは学芸学部（4年課程 ・2年課程）が大津に、経済専門学校からは経済学部（経済学科・経営学科）が彦根に設置。附属図書館及び学芸学部分館が発足。同9月、経済学部附設研究機関として滋賀大学経済研究所が発足。

- 1950(昭和25)年 - 8月、経済学部に史料館を設置[18]。

- 1952(昭和27)年 - 12月、博物館法により経済学部史料館が博物館相当施設として指定[18]。

- 1953(昭和28)年 - 8月、経済短期大学部（経営科〔 第 二 部 〕)を併設。

- 1954(昭和29)年　- 11月、滋賀大学経済研究所を滋賀大学日本経済文化研究所と改称。

- 1955(昭和30)年 - 7月、経済学専攻科(経理経営専攻)を設置。

- 1957(昭和32)年 - 6月、附属図書館経済学部分館を設置。

- 1967(昭和42)年 - 6月、経済学部史料館を省令施設として経済学部附属史料館と改称。

- 1969(昭和44)年 - 4月、経済短期大学部経営科を経営学科と改称。

- 1972(昭和47)年 - 4月、経済学部に管理科学科を設置。

- 1973(昭和48)年 - 9月、大学院経済学研究科（経済学専攻、経営学専攻）を設置し、経済学専攻科（経理経営専攻）を廃止。

- 1975(昭和50)年 - 4月、経済短期大学部経営学科に経営管理専攻と経営情報処理専攻の2専攻を設置。同9月、滋賀大学日本経済文化研究所を滋賀大学経済経営研究所と改称。

- 1977(昭和52)年 - 4月、経済学部に会計学科を設置。

- 1978(昭和53)年 - 4月、保健管理センターを設置。

- 1985(昭和60)年 - 9月、計算センター及び同分室を設置。

- 1989(平成元)年 - 5月、滋賀大学創立40周年記念式典を挙行。

- 1990(平成2)年 - 4月、経済学部に情報管理学科を設置。同12月情報処理センターを設置し、計算センターを廃止。

- 1991(平成3)年 - 4月、経済学部にファイナンス学科を設置。

- 1993(平成5)年1 - 10月、経済学部に社会システム学科を増設、経営学科を企業経営学科に、会計学科を会計情報学科に改組。経済学部の各学科に昼間主コース、夜間主コースを設置。同11月、産業共同研究センターを設置。

- 1994(平成6)年 - 6月、生涯学習教育研究センターを設置。

- 1996(平成8)年 - 4月、経済短期大学部を廃止。

- 1999(平成11)年 - 5月、滋賀大学創立50周年記念式典を挙行。

- 2001(平成13)年 - 4月、留学生センターを設置。大学院経済学研究科にグローバル・ファイナンス専攻を設置。

- 2002(平成14)年 - 10月、地域連携センターを設置。

- 2003(平成15)年 - 4月、環境総合研究センターを設置。滋賀大学大津サテライトプラザを開設。大学院経済学研究科に博士後期課程経済経営リスク専攻を設置。

- 2004(平成16)年 - 2月、経済学部附属リスク研究センターを設置。同4月、国立大学法人化により、国立大学法人滋賀大学設置。

- 2006(平成18)年 - 4月、留学生センターを改組し、国際センターを設置。大学サテライトプラザ彦根を開設。

- 2009(平成21)年 - 9月、滋賀大学創立60周年記念式典を挙行。

- 2012(平成24)年　- 4月、生涯学習教育研究センター、産業共同研究センター、地域連携センターを統合し、社会連携研究センターを設置。

- 2013(平成25)年 - 10月、大津サテライトプラザを日本生命大津ビルに移転。

- 2014(平成26)年 - 12月、総合研究棟〈士魂商才館〉が完成。

- 2015(平成27)年 - 8月、障がい学生支援室を設置。

- 2016(平成28)年 - 3月、経済学部情報処理教育センターを廃止。同4月、情報機構を設置。データサイエンス教育研究センターを設置。同6月、基金室を設置。同8月、高大接続・入試センターを設置。同9月、大学戦略IR室を設置。

- 2018(平成30)年 - 7月、国際センター分室にグローバルプラザを開設。

- 2019(平成31)年 - 4月、国際交流機構、産学公連携推進機構を設置。同6月、滋賀大学創立70周年及び大学院データサイエンス研究科設置記念式典を挙行。
- 2023年（令和元年）- 4月、総合経済学科の1学科専攻制に改組。

## 経済経営研究所
（出典）
滋賀大学経済経営研究所は、「社史・団体史」「滋賀県関係資料」をはじめとする90年にわたり収集された資料や 「旧植民地関係資料」「石田記念文庫」「彦根高商刊行物」「戦前期営業報告書」「学校一覧」「満洲引揚資料」など旧制彦根高等商業学校時代に関する資料など、長い歴史のなかで収集された貴重な資料も多く所蔵しており、当該資料の収集・管理に取り組み、また、研究会・ワークショップ・講演会等を開催し、ディスカッションペーパー、ワーキング・ペーパー、『彦根論叢』、『滋賀大学経済学部研究年報』、『滋賀大学経済学部研究叢書』に加え、柔軟性を持つリーフレットやブックレットの出版も行っている。同研究所では、以下のとおり、研究・教育のサポートを行っている。
1. 研究成果の公開
2. 資料の公開
3. 学生懸賞論文
4. 閲覧室

### 経済経営研究所の蔵書
- 経済経営研究所の蔵書。

## 史料館
（出典）
1952年に博物館法により博物館相当施設として指定された滋賀大学経済学部附属史料館は、菅浦文書・中世分（1,281点）（国宝指定）を含む中世・近世文書など、貴重な資料を所蔵している。その事業内容は、以下のとおりである。
1. 史料の調査・収集
2. 史料の受入
3. 史料の整理・保管
4. 目録の刊行・史料の翻刻
5. 史料の公開（閲覧・展示等）
6. 史料の研究
7. 研究成果の発表

中世・近世文書
- 菅浦文書　中世分（1,281点） 平成30年10月国宝指定

長浜市須賀神社所有文書。鎮守須賀神社等に秘蔵され、大正6年に公になった、中世惣村を知る上での一級史料。年代は長久2年より一部近世に及ぶ。内容は大浦庄との境相論関係、領主山門・竹生島との支配関係、大名浅井氏関係、惣村・宮座関係、売券・寄進状など。
- '今堀日吉神社文書（947点） 昭和62年6月　国の重要文化財指定

東近江市今堀日吉神社所有文書。中世商業、惣村・宮座を知る上での一級史料。年代は文応から一部近世・近代に及ぶ。内容は山門領得珍保史料も含み、惣郷・惣庄関係、中世商業及び相論関係、惣村・宮座関係、大名六角氏関係、売券・寄進状など。
- 大嶋神社・奥津嶋神社文書（224点） 昭和62年6月　国の重要文化財指定

近江八幡市北津田の大嶋神社奥津嶋神社所有文書。惣村・宮座や湖上漁業史を知る上での一級史料。年代は仁治から一部近世半ばに及ぶ。内容はえりや萱場相論関係、惣村・宮座関係、特に売券・寄進状が多い。南津田上れう使組物等配分定書と徳政條々定書の木札2点を含む。
- 中井源左衛門家文書（20,383点）　近江商人史料

近世の近江商人のなかでも屈指の豪商であった日野町の中井源左衛門家の文書。商業・金融業・工業・新田開発など、非常にまとまった内容を持ち、量的にも豊富な商家文書であり、当館収蔵文書の中でも学術的評価の高いものの一つである。
- 大浜家文書（7,319点） 大庄屋史料

長浜市（旧東浅井郡びわ町）大浜太郎兵衛家の文書で、質的・量的に価値ある村方文書である。同家は郡山藩より苗字帯刀を許された大庄屋であり、大浜村関係のみならず、幕政・藩政史料及び当家支配の八か村の史料をも含む。
- 西川伝右衛門家文書（2,865点） 北海道交易史料

北海道交易の始祖と言われ、北海事業に尽くし、松前藩の御用達として苗字帯刀を許された近江八幡市の西川伝右衛門家の文書で、利用度はかなり高い。本家日誌ならびに北海道の支店日記など500点が含まれる。

### 収蔵史料一覧
- 収蔵史料一覧

## 施設
（出典）
- 彦根地区大学会館（湖陵会館）

- 総合研究棟＜士魂商才館＞
- イニシアティブ棟

- 陵水学習教育支援室

- 地域連携教育推進室

- 就職支援室

- 偲聖寮（彦根キャンパスまで徒歩15分）

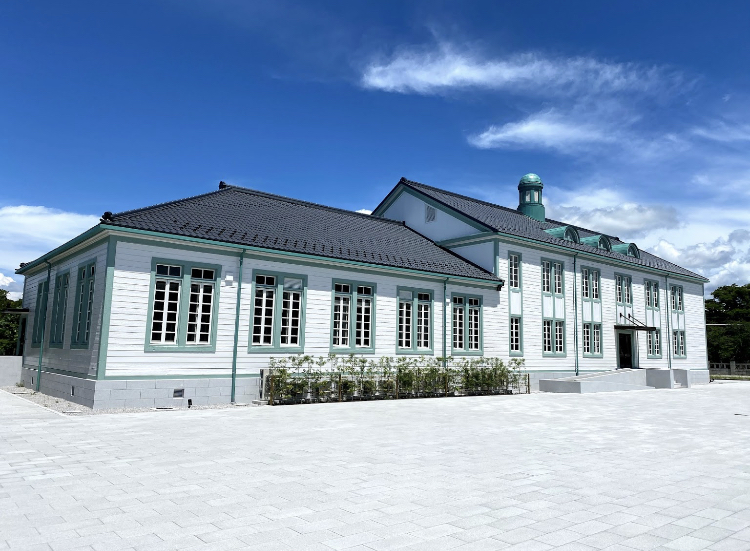
経済学部敷地内にある講堂（旧彦根高商講堂、国の登録有形文化財、2020年改修）

- 滋賀大学コミュニティ・プレイス＠KC BASE汐留（東京都港区、新橋駅・汐留駅付近）

## キャンパス
- 滋賀大学経済学部キャンパス構内図

## 同窓会
経済学部の同窓会は「陵水会」と称している。

## 著名な出身者

### 経済・経営

#### 金融業
- 丹羽宇一郎 - 元伊藤忠商事会長・相談役、元日本郵政取締役、元中華人民共和国特命全権大使、滋賀大学名誉博士

- 青園雅紘 - 元コスモ証券社長、元CSK会長
- 柏原康夫 - 京都銀行会長、関西文化学術研究都市推進機構理事長、藍綬褒章受章
- 川瀬源太郎 - 元日本生命会長、元関西経済連合会副会長、近畿日本鉄道・近畿日本ツーリスト・南海電気鉄道等 取締役、住友銀行・大丸・阪急電鉄等 監査役、勲一等瑞宝章受章 - 旧制
- 土井伸宏 - 京都銀行代表取締役頭取
- 能島伸夫 - カブドットコム証券会長、元大正銀行社長、元モビット社長、元キーエンス社外監査役
- 福島吉治 - 元野村証券副社長、元セガ会長
- 簗瀬悠紀夫 - 元名古屋銀行頭取
- 山田督 - 関西アーバン銀行副会長、元びわこ銀行頭取
- 清塚徳 - サンライズキャピタル社長、汐留パートナーズ 代表パートナー、元CLSAマネージングディレクター / 日本総責任者
- 吉田雅昭 - 元徳島大正銀行代表取締役副会長、元三菱UFJファクター会長
- 磯村元史 - 日本年金機構理事、函館大学客員教授、元東洋信託銀行(現三菱UFJ信託銀行)代表取締役副社長、元洋伸不動産社長、元滋賀大学・早稲田大学非常勤講師
- 深尾昌峰 - プラスソーシャルインベストメント代表取締役会長、龍谷大学副学長、経済財政諮問会議 専門委員・政策コメンテーター、元京都地域創造基金理事長

#### 製造業・流通業
- 岡田一 - 元トーエネック会長、元中部電力副社長、元涼仙ゴルフ倶楽部理事長、旭日中綬章受章
- 桂泰三 - 元シャープ副社長 - 旧制
- 河本嘉久蔵 - アヤハグループ創業者、勲一等瑞宝章受章 - 旧制
- 小林耕士 - トヨタ自動車副社長、デンソー副会長、名古屋商工会議所副会頭
- 坂井昌治 - 名鉄運輸相談役、元同社社長
- 澤田太郎 - 大丸松坂屋百貨店社長、日本百貨店協会副会長
- 竹森二郎 - アイ・ロジスティクス社長、元伊藤忠商事常務
- 戸田一雄 - 元松下電器(現パナソニック)副社長、アスクル社外取締役、文化学院理事長、 京都工芸繊維大学・滋賀大学 特任教授
- 夏川鉄之助 - 元オーミケンシ社長、元ミカレディ会長、藍綬褒章受章 - 旧制
- 樋口廣太郎 - 元アサヒビール会長、元経団連副会長、元住友銀行代表取締役副頭取、元日本ナスダック協会会長、元大阪証券取引所取締役会長 - 旧制
- 堀川馨 - シャルマングループ会長
- 村上雅洋 - 日清紡ホールディングス社長、日本紡績協会会長
- 小田学 - ヒマラヤ代表取締役社長兼CEO、コアブレイン取締役、元Princes Limited(英国)会長、 元三菱商事株式会社 食品産業グループCEOオフィス
- 林紗陽 - 日本機能性コスメ研究所CEO、三山商事 代表取締役
- 近安理夫 - アサヒグループホールディングス執行役員、カルソニックカンセイ常務執行役員、元HOYACIO
- 桂田和也 - 花王経営監査室長
- 増田知晴 - 大和エナジー・インフラ専務取締役、大和インベストメント・マネジメント代表取締役副社長
- 寺垣敬司 - 星和電機取締役執行役員
- 松永仏骨 - 元日本理化学工業社長、元自由党衆議院議員、元真宗佛光寺派最高顧問 - 旧制

#### 情報業・通信業等
- 青園雅紘 - 元CSK会長、元コスモ証券社長
- 飯塚浩彦 - 産経新聞代表取締役社長、日本工業新聞社（フジサンケイ ビジネスアイ）取締役会長
- 岩根順子 - サンライズ出版社長、ブルーレーク賞受賞
- 大田弘之 - テレビせとうち社長
- 久野康成 - 公認会計士、東京コンサルティングファーム会長
- 高田久成 - 元京都馬主協会相談役、元中外炉工業専務 - 旧制
- 西田昌司 - 元京の発言編集長、税理士、自由民主党参議院議員
- 福島吉治 - 元CSK会長、元セガ会長、元野村証券副社長
- 前川一博 - パナソニック電工IS社長
- 越智道夫 - ミイダス執行役員CMO
- 丸山貴宏 - クライス＆カンパニー社長

### 政治
- 宇野宗佑 - 第75代内閣総理大臣 - 旧制
- 河本嘉久蔵 - 元国土庁長官、元北海道開発庁長官 - 旧制
- 西田昌司 - 自由民主党参議院議員、きょうと青年政治大学校事務総長
- 西田善一 - 19代大津市長 、大津市名誉市民 - 旧制
- 山元勉 - 元民主党衆議院議員、元衆議院環境委員長
- 岩崎昭弥 - 元日本社会党参議院議員 - 旧制

### 行政
- 磯村元史 - 元日本年金機構理事、東京都金融広報アドバイザー
- 粕渕功 - 公正取引委員会経済取引局長、元公正取引委員会事務総局官房総括審議官
- 加藤義治 - 駐モーリシャス特命全権大使、元スラバヤ総領事、元外務省地域調整官
- 金田正男 - 元一橋大学副学長、元奈良教育大学理事・事務局長
- 玉井義臣 - 元あしなが育英会会長、元交通遺児育英会専務理事
- 中山武憲 - 元公正取引委員会名古屋地方事務所所長、名古屋経済大学名誉教授
- 廿日岩信次 - 元関東信越国税不服審判所長、社団法人金融先物取引業協会事務局長、瑞宝中綬章受章者
- 吉岡孝昭 - 世界平和研究所主任研究員、帝京大学教授、モンゴル科学技術大学客員教授

### 大学・研究

#### 経済学
- 青木外志夫 - 一橋大学名誉教授、元経済地理学会会長 - 旧制
- 岩橋勝 - 松山大学名誉教授、日本学士院賞
- 内山昭 - 立命館大学教授
- 江頭進 - 小樽商科大学教授
- 岡田光代 - 大阪府立大学准教授
- 小川雄平 - 西南学院大学教授
- 小倉明浩 - 滋賀大学教授
- 片山貞雄 - 滋賀大学名誉教授
- 仙田左千夫 - 滋賀大学名誉教授
- 田中秀夫 - 京都大学教授
- 西垣鳴人 - 岡山大学教授
- 御崎加代子 - 滋賀大学教授、国際ワルラス学会会長
- 家森信善- 名古屋大学教授、神戸大学教授、金融庁参与

#### 経営学・会計学
- 磯村元史 - 函館大学客員教授、日本年金機構理事
- 伊藤博之 - 滋賀大学教授
- 小田切純子 - 滋賀大学教授
- 小野善生 - 関西大学准教授
- 北居明 - 大阪府立大学教授
- 澤田幹 - 金沢大学教授
- 谷端長 - 神戸大学名誉教授 - 旧制
- 辻峰男 - 大阪府立大学教授
- 戸田一雄 - 京都工芸繊維大学特任教授
- 西尾久美子 - 京都女子大学准教授
- 馬場克三 - 九州大学名誉教授 - 旧制
- 山桝忠恕 - 元慶應義塾大学教授 - 旧制
- 吉田修 - 滋賀大学名誉教授
- 頼誠 - 兵庫県立大学教授

#### 社会学・法学等
- 伊豫谷登士翁 - 一橋大学名誉教授、同大特任教授
- 金田正男 - 一橋大学副学長
- 加納正雄 - 滋賀大学教授
- 岸田雅雄 - 神戸大学名誉教授、元早稲田大学大学院ファイナンス研究科長・教授、元早稲田大学ファイナンス研究センター所長
- 神山進 - 滋賀大学教授
- 井口貢 - 同志社大学教授
- 只友景士 - 龍谷大学教授
- 辻二郎 - 東京工業大学名誉教授 - 旧制
- 中村昌生 - 京都工芸繊維大学名誉教授 - 旧制
- 中山武憲 - 名古屋経済大学教授
- 深尾昌峰 - 龍谷大学准教授
- 山下登 - 岡山大学教授
- 吉岡孝昭 - 千葉商科大学客員教授、世界平和研究所主任研究員
- 吉田龍恵 - 滋賀大学名誉教授

### 社会・文化
- 浅田若菜 - 元東海ラジオ放送アナウンサー
- 岩根順子 - 社会運動家、三方よし研究所創立者・副理事長
- 宇田川修一 - 山陰放送アナウンサー
- 川勝主一郎 - ラグビー指導者、関西ラグビーフットボール協会会長、俳優
- 久野康成 - 著述家、公認会計士、証券アナリスト、心理カウンセラー
- さかはらあつし - 映画監督・プロデューサー（後に京都大学へ）
- 関口雄大 - 北海道日本ハムファイターズ外野手
- 関義哉 - 新選組リアン
- 高田久成 - 馬主、テンポイント等を所有 - 旧制
- 田中稔彦 - 俳優
- 玉井義臣 - 社会運動家、教育者、あしなが育英会創始者・会長
- 戸田一雄 - 教育者、文化学院理事長
- 中村昌生 - 建築家、日本芸術院賞受賞 - 旧制
- 深尾昌峰 - 社会起業家、きょうとNPOセンター創立者・常務理事
- 宮本順三 - 玩具デザイナー、画家 - 旧制
- 矢的竜 - 小説家、歴史群像大賞優秀賞受賞
- 山本亨介 - 将棋観戦記者、小説家 - 旧制
- 吉田龍恵 - 僧侶、舎那院住職

## 著名な教職員
- 朝田照男 - 元丸紅会長・名誉理事、元英国市場協議会（BMC）会長、元経済同友会副代表幹事、元日本貿易会副会長、元日本商工会議所特別顧問、滋賀大学客員教授
- 小林文彦 - 伊藤忠商事副社長 執行役員・CAO、滋賀大学客員教授

### 経済・金融
- 石井利江子 - 経済学、経済学科准教授
- 江頭恒治 - 日本経済史、日経・経済図書文化賞受賞
- 越後和典 - 産業組織論、元学部長、瑞宝中綬章受章
- 小倉明浩 - 国際経済学、経済学科教授、滋賀大学副学長
- 片山貞雄 - 金融論、元学部長、名誉教授[23]、瑞宝中綬章受章
- 久保田肇 - 数理経済学、北海道大学教授
- 酒井泰弘 - リスク研究、名誉教授[23]、筑波大学名誉教授
- 仙田左千夫 - 財政学、元学部長、名誉教授[23]
- 得田雅章 - 金融政策、経済学科教授
- 長尾伸一 - 経済思想、名古屋大学教授
- 御崎加代子 - 経済学史、経済学科教授、国際ワルラス学会会長

### 経営・会計・情報
- 磯村元史 - ビジネス論、函館大学客員教授
- 伊藤博之 - 経営組織論、名誉教授[23]
- 太田肇 - 組織論、同志社大学教授
- 小川功 - 経営学、名誉教授[23]、跡見学園女子大学教授
- 小田切純子 - 原価計算、名誉教授[23]
- 小野善生 - リーダーシップ論、関西大学准教授
- 大矢知浩司 - 会計学、青山学院大学教授、九州産業大学教授
- 加藤勝康 - 経営学史、東北大学名誉教授、瑞宝中綬章受章
- 門脇延行 - 経営学、名誉教授[23]、元学部長、元副学長、瑞宝中綬章受章
- 戸田一雄 - 経営学、企業経営学科特任教授
- 服部泰宏 - 経営管理論、横浜国立大学准教授
- 藤村博之 - 労使関係論、法政大学教授
- 松本雅男 - 会計学、一橋大学名誉教授
- 山下勝治 - 会計学、彦根高等商業学校講師を経て、神戸大学名誉教授
- 吉田修 - 経営思想、名誉教授[23]、元帝塚山大学教授、瑞宝中綬章受章
- 頼誠 - 管理会計、兵庫県立大学教授

### 社会・法・人文・理
- 井伊直愛 - 水産学、彦根市名誉市民
- 井波陵一 - 中国文学、京都大学教授
- 大隅清陽 - 歴史学、山梨大学教授
- 勝田孝興 - 英文学、元同志社大学教授
- 川島隆 - 独文学、社会システム学科特任准教授
- 熊野聰 - 西洋史、名古屋大学名誉教授
- 蔵持重裕 - 日本史学、立教大学名誉教授
- 神山進 - 社会心理学、名誉教授[23]
- 古積健三郎 - 民法、中央大学教授
- 佐伯啓思 - 社会思想、京都大学名誉教授
- 柴山桂太 - 現代社会論、社会システム学科准教授
- 瀬領真悟 - 経済法、同志社大学教授
- 只友景士 - 公共政策、龍谷大学教授
- 十一元三 - 精神医学、京都大学教授
- 永田えり子 - 数理社会学、社会システム学科教授
- 原秀六 - 商法、名誉教授[23]
- 福岡忠雄 - 英文学、関西学院大学名誉教授
- 見上崇洋 - 行政法、立命館大学教授
- 水地宗明 - 哲学、名誉教授[23]
- 宮本又次 - 日本史、文化功労者
- 吉田龍恵 - 文化人類学、元アイオワ州立大学客員教授